# Eric Jelen
Eric Jelen (Trier, 11 de março de 1965) é um ex-tenista profissional alemão. Na sua carreira conquistou 1 torneio ATP de individuais e 5 torneios ATP de duplas. A sua melhor posição no ranking de individuais foi o Nº23 em julho de 1986. Em 1986 chegou à quarta rodada de Wimbledon.